# Record News São Paulo
Record News São Paulo foi um telejornal regional da Record News. Apresentava as principais notícias da capital paulista e região metropolitana. Era exibido de segunda a sexta, para toda a Rede Record News, com a apresentação de Lidiane Shayuri.

## O telejornal
O Record News São Paulo era apresentado direto dos estúdios da Record News em São Paulo, sob o comando de Lidiane Shayuri. Trazia o noticiário completo sobre a capital paulista e região metropolitana, com muita prestação de serviço, destacando entre outros assuntos, saúde, educação, segurança, trânsito, previsão do tempo, cultura e esportes.

## Apresentação

### Apresentadores
- Lidiane Shayuri

### Colunistas
- Renato Lombardi (Segurança)
- Miguel Arcanjo Prado (Cultura)

### Apresentadores eventuais
- João Santos
- Roberta Marques
- Fabiana Panachão